# Amazonseglare
Amazonseglare (Chaetura chapmani) är en fågel i familjen seglare.

## Utseende och läte
Amazonseglaren är en liten seglare med snabb och fladdrig flykt. Fjäderdräkten är genomgående svartbrun, med bara något ljusare strupe och brunaktig övergump. Den är svår att skilja från andra seglare, men verkar sattare och mer bredvingad. Den saknar också inslag av grått eller vitt på övergumpen. Jämfört med kortstjärtad seglare är stjärten mer framträdande. Lätena är mer avklippta och mörkare än hos andra små seglare.

## Utbredning och systematik
Amazonseglaren förekommer från Panama till nordöstra Brasilien samt västra Amazonområdet. Den delas in i två underarter med följande utbredning:
- Chaetura chapmani chapmani – Panama till nordöstra Brasilien
- Chaetura chapmani viridipennis – västra Amazonområdet

Underarten viridipennis urskildes tidigare som egen art, Chaetura viridipennis. Den inkluderas dock numera allmänt i chapmani. I samband med sammanslagningen har trivialnamnet amazonseglare förts över från viridipennis till chapmani i vidare betydelse, från tidigare chapmanseglare.

## Levnadssätt
Amazonseglaren hittas i regnskogsområden. Den ses födosöka efter insekter flygande över trädtaket, men även utmed floder, ofta tillsammans med andra små seglare.

## Status och hot
Arten har ett stort utbredningsområde, men tros minska i antal, dock inte tillräckligt kraftigt för att den ska betraktas som hotad. Internationella naturvårdsunionen IUCN listar arten som livskraftig (LC). Beståndet uppskattas till i storleksordningen 50 000 till en halv miljon vuxna individer.

## Namn
Fågelns vetenskapliga artnamn hedrar den amerikanske ornitologen Frank Michler Chapman (1864-1945).